# Rostroconchia
I Rostroconchia sono una classe di molluschi estinti vissuti tra il Cambriano e il tardo Permiano.
Inizialmente furono collocati tra i bivalvi, ma in seguito venne assegnata loro una classe indipendente.
Erano dotati di un guscio singolo pseudo-bivalve che racchiudeva il mantello e il piede muscolare. La parte anteriore del guscio probabilmente era rivolto verso il basso e aveva una fessura dal quale il piede probabilmente emergeva.

## Tassonomia
La classe comprende le seguenti famiglie:
- Ordine Conocardiida †
  - Bransoniidae Pojeta & Runnegar, 1976 †
  - Conocardiidae S. A. Miller, 1889 †
  - Hippocardiidae Pojeta & Runnegar, 1976 †
  - Pseudobigaleaidae Hoare, Mapes & Yancey, 2002 †
- incertae sedis
  - Ribeiridae Koboyashi, 1933 †